# Kiến Phong
Kiến Phong là một tỉnh cũ của Việt Nam Cộng hòa.

## Địa lý
Tỉnh Kiến Phong có vị trí địa lý:
- Phía bắc giáp Campuchia
- Phía đông giáp tỉnh Định Tường và tỉnh Kiến Tường
- Phía nam giáp tỉnh Vĩnh Long (đến năm 1966 thì giáp tỉnh Sa Đéc khi tỉnh này được tái lập, tách ra từ tỉnh Vĩnh Long)
- Phía tây và tây nam giáp các tỉnh Châu Đốc, An Giang.

Đất đai tỉnh Kiến Phong vốn là phần đất nằm ở bờ bắc sông Tiền của các tỉnh Châu Đốc, Long Xuyên, Sa Đéc trước kia.

## Hành chính
Tỉnh Kiến Phong có thị xã Cao Lãnh và 6 huyện: Cao Lãnh, Đồng Tiến, Hồng Ngự, Kiến Văn, Mỹ An, Thanh Bình.
| Dân số tỉnh Kiến Phong 1967 | Dân số tỉnh Kiến Phong 1967 |
| Quận                        | Dân số (người)              |
| --------------------------- | --------------------------- |
| Cao Lãnh                    | 68.576                      |
| Hồng Ngự                    | 86.567                      |
| Kiến Văn                    | 40.239                      |
| Mỹ An                       | 28.442                      |
| Thanh Bình                  | 60.571                      |
| Tổng số                     | 284.395                     |

## Lịch sử

### Giai đoạn 1956–1975

#### Việt Nam Cộng hòa
Ngày 22 tháng 10 năm 1956, Tổng thống Việt Nam Cộng hòa Ngô Đình Diệm ban hành Sắc lệnh số 143-NV về việc:
- Thành lập tỉnh Kiến Phong trên cơ sở đổi tên tỉnh Phong Thạnh.
- Tỉnh lỵ tỉnh Kiến Phong có tên là Cao Lãnh, về mặt hành chánh thuộc xã Mỹ Trà, quận Cao Lãnh.

Năm 1957, tỉnh Kiến Phong gồm 4 quận, 8 tổng, 43 xã.
| Đơn vị hành chính tỉnh Kiến Phong | Đơn vị hành chính tỉnh Kiến Phong | Đơn vị hành chính tỉnh Kiến Phong | Đơn vị hành chính tỉnh Kiến Phong   |
| STT                               | Quận                              | Quận lỵ                           | Tổng                                |
| --------------------------------- | --------------------------------- | --------------------------------- | ----------------------------------- |
| 1                                 | Cao Lãnh                          | Xã Mỹ Trà                         | - An Tịnh - Phong Thạnh - Phong Nẫm |
| 2                                 | Hồng Ngự                          | Xã An Bình                        | - An Phước - Long Phú - Tân Bình    |
| 3                                 | Thanh Bình                        | Xã Tân Phú                        | Phong Thạnh Thượng                  |
| 4                                 | Mỹ An                             | Xã Mỹ An                          | Mỹ An                               |

Ngày 21 tháng 7 năm 1960, tỉnh Kiến Phong có 4 quận, 10 tổng, 43 xã.
| Đơn vị hành chính tỉnh Kiến Phong | Đơn vị hành chính tỉnh Kiến Phong | Đơn vị hành chính tỉnh Kiến Phong |
| STT                               | Quận                              | Thay đổi hành chính |
| --------------------------------- | --------------------------------- | --- |
| 1                                 | Cao Lãnh                          | - An Tịnh - Phong Thạnh - Phong Nẫm |
| 2                                 | Hồng Ngự                          | - Đổi tên tổng An Phước thạnh tổng Hồng Ân - Đổi tên tổng Long Phú thành tổng Hồng Phước - Đổi tên tổng Tân Bình thành tổng Hồng Quang                         |
| 3                                 | Thanh Bình                        | - Chuyển quận lỵ xã Tân Phú về xã An Phong. - Chia tổng Phong Thạnh Thượng thành tổng Thanh Liêm (3 xã thuộc tổng Long Phú, quận Hồng Ngự) và tổng Thanh Khiết |
| 4                                 | Mỹ An                             | Chia tổng Mỹ An thành tổng Mỹ Đức và tổng Mỹ Phước |

Ngày 13 tháng 7 năm 1961, lập thêm quận Kiến Văn do tách từ quận Cao Lãnh ra, quận lỵ tại xã Bình Hàng Trung. Quận Kiến Văn bao gồm toàn bộ tổng Phong Nẫm (6 xã) và 1 xã của tổng An Tịnh. Sau đó lại lập thêm quận Đồng Tiến do tách đất từ quận Thanh Bình.

#### Chính quyền Cách mạng
Chính quyền Mặt trận Dân tộc Giải phóng Miền Nam Việt Nam và sau này là Chính phủ Cách mạng lâm thời Cộng hòa Miền Nam Việt Nam cũng phân chia, sắp xếp lại các đơn vị hành chính trong tỉnh như bên chính quyền Việt Nam Cộng hòa. Cuối năm 1956, chính quyền Cách mạng thành lập tỉnh Kiến Phong. Tỉnh Kiến Phong khi đó gồm các đơn vị hành chính trực thuộc: thị xã Cao Lãnh, huyện Cao Lãnh, huyện Mỹ An (ngày nay là huyện Tháp Mười), huyện Kiến Văn, huyện Thanh Bình, huyện Hồng Ngự.
Tháng 12 năm 1965, tỉnh Kiến Phong nhận thêm huyện Chợ Mới từ tỉnh An Giang.
Sau năm 1965, giải thể tất cả các tổng.
Tỉnh Kiến Phong có diện tích 2.621 km² (có tài liệu ghi 2.515 km²). Dân số năm 1965 là 405.200 người.

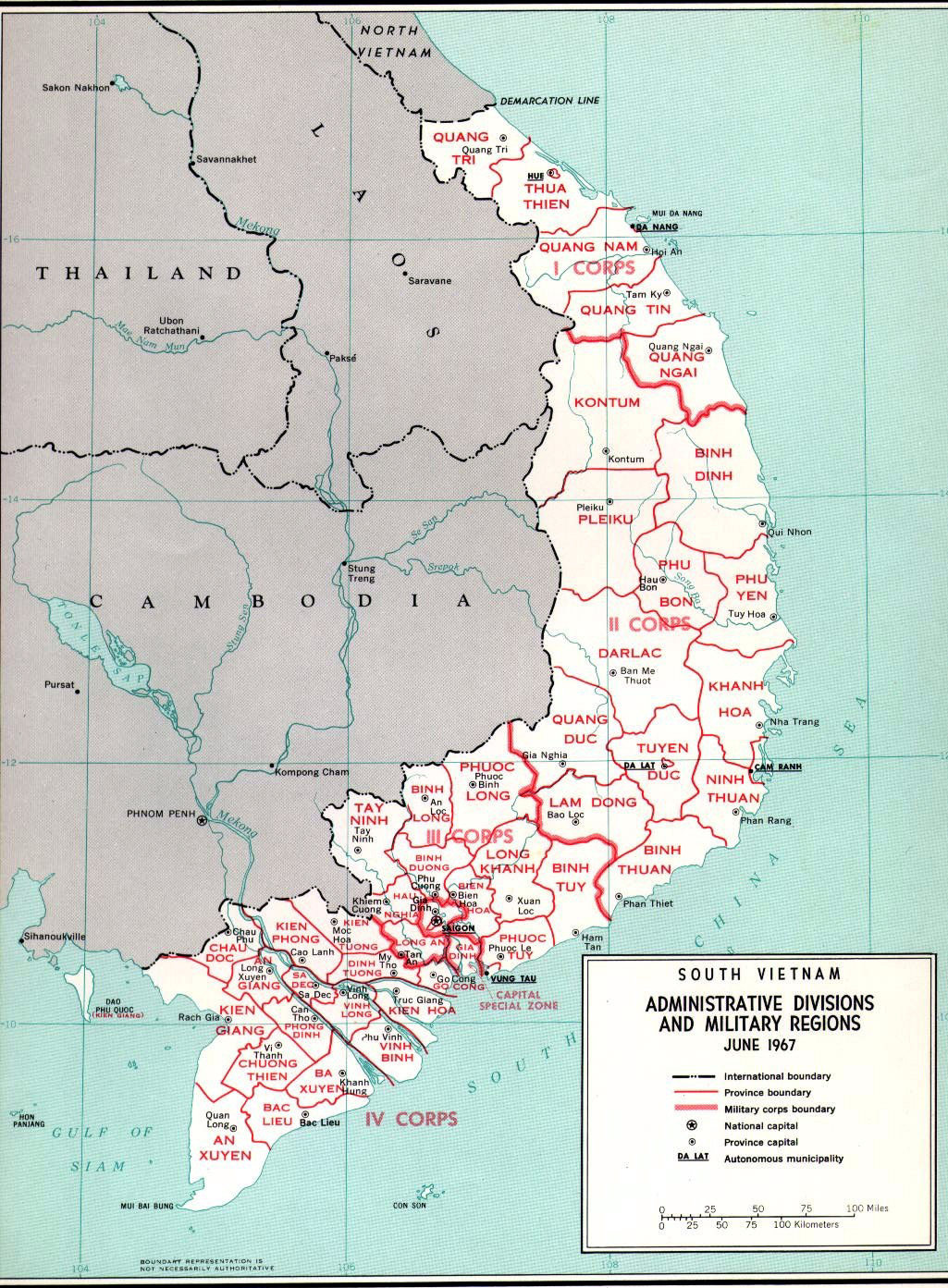
Bản đồ hành chính VNCH năm 1967

Ngày 5 tháng 5 năm 1969, tỉnh Kiến Phong thành lập thêm huyện Tam Nông, tương ứng với địa bàn quận Đồng Tiến của chính quyền Việt Nam Cộng hòa lúc bấy giờ. Tam Nông vốn là tên một huyện của tỉnh Phú Thọ kết nghĩa với tỉnh Kiến Phong trong thời kỳ đấu tranh chống lại quân đội Hoa Kỳ và chính quyền Việt Nam Cộng hòa ở miền Nam Việt Nam.
Năm 1970, tỉnh Kiến Phong có:
- Quận Cao Lãnh có 12 xã: An Bình (quận lỵ), Hòa An, Mỹ Ngãi, Mỹ Trà, Nhị Mỹ, Phong Mỹ, Tân An, Tân Thuận Đông, Tân Thạnh, Phú Thọ, Phú Yên
- Quận Hồng Ngự có 11 xã: An Bình (quận lỵ), Bình Thạnh, Long Khánh, Long Thuận, Phú Thuận, Tân Hội, Tân Thành, Thông Bình, Thường Lạc, Thường Phước, Thường Thới
- Quận Kiến Văn có 7 xã: Bình Hàng Tây (quận lỵ), Bình Hàng Trung, Bình Thành, Long Hiệp, Mỹ Hội, Mỹ Thọ, Mỹ Xương
- Quận Mỹ An có 6 xã: Mỹ An (quận lỵ), Mỹ Đa, Mỹ Hòa, Mỹ Quý, Thạnh Lợi, Thạnh Mỹ
- Quận Thanh Bình có 7 xã: An Phong (quận lỵ), Bình Thành, Tân Huề, Tân Long, Tân Phú, Tân Quới, Tân Thạnh.

Tháng 8 năm 1974, Trung ương Cục miền Nam ban hành Quyết định về việc giải thể các tỉnh Kiến Phong và An Giang để tái lập các tỉnh Long Châu Tiền và tỉnh Sa Đéc.
- Tỉnh Sa Đéc gồm các huyện Chợ Mới, Cao Lãnh, Kiến Văn, Mỹ An và thị xã Cao Lãnh của tỉnh Kiến Phong cũ và các huyện Lấp Vò, Lai Vung, Châu Thành, thị xã Sa Đéc của tỉnh Vĩnh Long giao lại; tỉnh lỵ đặt tại thị xã Sa Đéc.
- Tỉnh Long Châu Tiền gồm các huyện Hồng Ngự, Thanh Bình, Tam Nông của tỉnh Kiến Phong cũ và các huyện An Phú, Tân Châu, Phú Tân A và Phú Tân B của tỉnh An Giang cũ; tỉnh lỵ đặt tại thị trấn Tân Châu, huyện Tân Châu (ngày nay là thị xã Tân Châu).

Phần lớn đất đai tỉnh Kiến Phong phía Đông là đầm lầy, rừng tràm rộng lớn, gọi là Đồng Tháp Mười, ăn lan qua tỉnh Kiến Tường và Định Tường. Đây vùng này rất hiểm yếu, thường là căn cứ kháng chiến chống thực dân Pháp, quân đội Hoa Kỳ và chính quyền Việt Nam Cộng hòa của lực lượng chính quyền Mặt trận Dân tộc Giải phóng Miền Nam Việt Nam và sau này là Chính phủ Cách mạng lâm thời Cộng hòa Miền Nam Việt Nam.
Năm 1975, tỉnh Kiến Phong có 2.657,3 km², diện tích tự nhiên và dân số là 445.599 người.
Ngày 20 tháng 9 năm 1975, Bộ Chính trị ban hành Nghị quyết số 245-NQ/TW về việc hợp nhất tỉnh Long Châu Tiền, tỉnh Sa Đéc và tỉnh Kiến Tường sẽ hợp nhất lại thành một tỉnh, tên gọi tỉnh mới cùng với nơi đặt tỉnh lỵ sẽ do địa phương đề nghị lên.
Ngày 20 tháng 12 năm 1975, Bộ Chính trị ban hành Nghị quyết số 19/NQ về việc hợp nhất một phần của tỉnh Sa Đéc và tỉnh Kiến Phong thành một tỉnh.

### Sau năm 1975
Ngày 24 tháng 2 năm 1976, Chính phủ Cách mạng lâm thời Cộng hòa miền Nam Việt Nam ban hành Nghị định số 3/NQ/1976 về việc hợp nhất một phần của tỉnh Sa Đéc và tỉnh Kiến Phong thành một tỉnh mới, lấy tên là tỉnh Đồng Tháp, với tỉnh lỵ ban đầu đặt tại thị xã Sa Đéc. 
Địa bàn tỉnh Kiến Phong cũ của chính quyền Việt Nam Cộng hòa tương ứng với các đơn vị hành chính trực thuộc nằm phía Bắc sông Tiền của tỉnh Đồng Tháp ngày nay là 2 thành phố: Cao Lãnh, Hồng Ngự và 6 huyện: Cao Lãnh, Tháp Mười, Thanh Bình, Tam Nông, Hồng Ngự, Tân Hồng.